# 碰撞

牛顿摆 阐明弹性碰撞

碰撞（英語：collision）在物理学中表现为两粒子或物体间极短的相互作用。 碰撞前后参与物发生速度，动量或能量改变。由能量转移的方式区分为弹性碰撞和非弹性碰撞。彈性碰撞是碰撞前後整個系統的動能不變的碰撞。彈性碰撞的必要條件是動能沒有轉成其他形式的能量（熱能、轉動能量），例如原子的碰撞。非弹性碰撞是碰撞后整个系统的部分动能转换成至少其中一碰撞物的内能，使整个系统的动能无法守恒。
下面示例的碰撞原理的数学表述是由克里斯蒂安·惠更斯 （Christiaan Huygens）於1651年到1655年间提出的。

## 碰撞过程的总述和分类
通过作用在两个碰撞物接触点的切线称为“撞击线”。通过撞击线的接触点构成两个碰撞物的总切面，称作“接触面”。
设两个物体的质量为{\displaystyle m_{1}} 和 {\displaystyle m_{2}}, 它们的初速度为 {\displaystyle {\vec {v}}_{1}} 和 {\displaystyle {\vec {v}}_{2}}, 末速度为 {\displaystyle {\vec {v}}_{1}'} 和{\displaystyle {\vec {v}}_{2}'}. 碰撞瞬时总速度为{\displaystyle {\vec {u}}}.
在“垂直碰撞”中，两个碰撞物的重心在同一撞击线上，在“斜碰撞”中则不然。当末速度向量随撞击线平行摆动，则称为“正面撞击”，否则称为“非正面撞击”。
碰撞后碰撞物能够恢复碰撞前的形态称为“弹性碰撞”，某些机械能没有转换为热能并产生变形的碰撞，称为“非弹性碰撞”，二者之间的情况则是“实际碰撞”。

## 正面碰撞
下面将只针对正面撞击进行阐述，预设碰撞物可以自由移动，两个碰撞物的速度因子较撞击线不变： {\displaystyle {\vec {v}}_{n}={\vec {v}}_{n}'}, 因此碰撞力只能沿着撞击线作用。碰撞物中心垂直于撞击线，物体碰撞后不会发生旋转运动。由此速度因子{\displaystyle v_{1}} 和 {\displaystyle v_{2}} (标量) 平行于撞击线.

## 弹性碰撞

两个相同质量物体的弹性碰撞

两个物体互相碰撞，能量不转换为内能（如热或变形），碰撞前动能和与碰撞后动能和相等。在动量守恒定律中碰撞前的动量（向量）和同样等于碰撞后的动量和。
理想弹性碰撞在宏观上是一个物理模型。由于摩擦和其他因素的存在，系统总会损失动能。相关的模型如台球和橡胶球。
在原子和基本粒子的碰撞中，依据量子力学存在一个最小能，这个最小能给原子或其他粒子以推动力，或在量子物理学中创造和和转换粒子提供必要条件。这个能量仍然不足以发生理想弹性碰撞。
對於理想彈性碰撞，碰撞前后的动能和必须相等：
{\displaystyle {\begin{aligned}{\frac {m_{1}\cdot |v_{1}|^{2}}{2}}+{\frac {m_{2}\cdot |v_{2}|^{2}}{2}}&={\frac {m_{1}\cdot |v_{1}'|^{2}}{2}}+{\frac {m_{2}\cdot |v_{2}'|^{2}}{2}}\\{\frac {m_{1}\cdot v_{1}^{2}}{2}}-{\frac {m_{1}\cdot v_{1}'^{2}}{2}}&={\frac {m_{2}\cdot v_{2}'^{2}}{2}}-{\frac {m_{2}\cdot v_{2}^{2}}{2}}\\{\frac {m_{1}}{2}}\cdot (v_{1}-v_{1}')(v_{1}+v_{1}')&={\frac {m_{2}}{2}}\cdot (v_{2}'-v_{2})(v_{2}'+v_{2})\\\end{aligned}}}
按照动量守恒定律，速度向量为：
{\displaystyle {\begin{aligned}(m_{1}\cdot v_{1})+(m_{2}\cdot v_{2})&=(m_{1}\cdot v_{1}')+(m_{2}\cdot v_{2}')\\(m_{1}\cdot {\vec {v_{1}}})-(m_{1}\cdot {\vec {v_{1}'}})&=(m_{2}\cdot {\vec {v_{2}'}})-(m_{2}\cdot {\vec {v_{2}}})\\m_{1}\cdot ({\vec {v_{1}}}-{\vec {v_{1}'}})&=m_{2}\cdot ({\vec {v_{2}'}}-{\vec {v_{2}}})\\\end{aligned}}}

弹性碰撞 (不同初速度)

弹性碰撞 (不同质量)

动量的方向不可忽略，因为向量和在n维空间（n>1）中是一个大数值。向量平方在能量守恒定律中视作标量。因此请注意，以下算式中速度与碰撞方向相同（相切），而不是相交。

二维弹性碰撞

在一维空间中两个物体的速度满足两个未知量 {\displaystyle v_{1}'} 、{\displaystyle v_{2}'} :
{\displaystyle v_{1}'={\frac {(m_{1}-m_{2})\cdot v_{1}+2\ m_{2}\cdot v_{2}}{m_{1}+m_{2}}}}
{\displaystyle v_{2}'={\frac {(m_{2}-m_{1})\cdot v_{2}+2\ m_{1}\cdot v_{1}}{m_{1}+m_{2}}}}
{\displaystyle m_{1}=m_{2}} 是以下方程的解:
{\displaystyle v_{1}'=v_{2}}
{\displaystyle v_{2}'=v_{1}}
在二维或多维空间中必须将碰撞依据碰撞角拆开分析。

## 非弹性碰撞

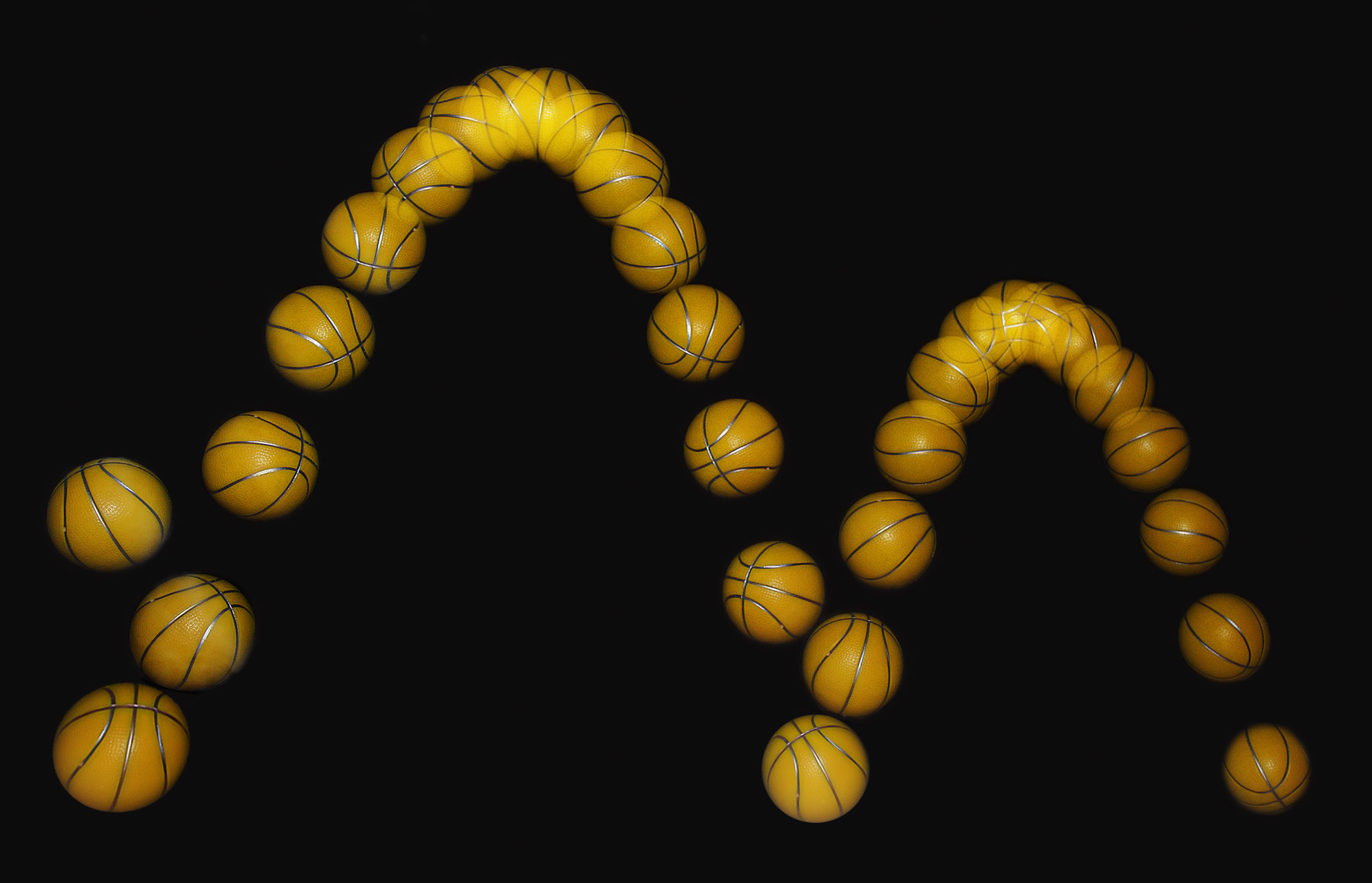
一个弹跳中的球. 每次弹跳都是一个非弹性碰撞。也就是说球的能量随着弹跳逐渐减小。

在“非弹性碰撞”中一部分动能转化为内能(U)。当物体在碰撞时发生变形或发热时，碰撞称为“非弹性的”。
两个守恒定律依旧生效:
- 碰撞前:

{\displaystyle E_{kin}={\frac {m_{1}\cdot v_{1}^{2}}{2}}}
{\displaystyle p=m_{1}\cdot v_{1}}
- 碰撞后:

{\displaystyle E_{kin}={\frac {m_{1}\cdot v_{1}'^{2}+m_{2}\cdot v_{2}'^{2}}{2}}+U}
{\displaystyle p'=m_{1}\cdot v_{1}'+m_{2}\cdot v_{2}'}
在完全非弹性碰撞中，尽可能多的动能部分转化为内能。因此两个物质在碰撞后“黏”在一起并按照相同的速度（见下{\displaystyle v_{2}'}）继续飞行。例如两个橡皮泥球在碰撞后互相粘在一起并按同一速度继续移动。

非弹性碰撞

重力系统中的非弹性碰撞

- 碰撞后:

{\displaystyle E_{kin}={\frac {(m_{1}+m_{2})\cdot v_{2}'^{2}}{2}}+U}
{\displaystyle p'=(m_{1}+m_{2})\cdot v_{2}'}
依据动量守恒定律可微分:
{\displaystyle m_{1}\cdot v_{1}=(m_{1}+m_{2})\cdot v_{2}'-m_{2}\cdot v_{2}}
{\displaystyle v_{2}'={\frac {m_{1}\cdot v_{1}+m_{2}\cdot v_{2}}{m_{1}+m_{2}}}}
依据能量守恒定律可计算内能 {\displaystyle U}:
{\displaystyle {\begin{aligned}{\frac {m_{1}}{2}}\cdot v_{1}^{2}&={\frac {(m_{1}+m_{2})\cdot v_{2}'^{2}}{2}}+U\\{\frac {m_{1}}{2}}\cdot v_{1}^{2}&={\frac {m_{1}+m_{2}}{2}}\cdot {\frac {m_{1}^{2}}{(m_{1}+m_{2})^{2}}}\cdot v_{1}^{2}+U\\\end{aligned}}}
{\displaystyle U={\frac {1}{2}}\cdot {\frac {m_{1}\cdot m_{2}}{m_{1}+m_{2}}}\cdot v_{1}^{2}}

## 实际碰撞
两个物体间的实际碰撞是参考理想弹性碰撞和理想非弹性碰撞的混合模型来表述的。这个混合模型可以通过系数“k”来表达。
{\displaystyle k={\frac {v_{1}'-v_{2}'}{v_{2}-v_{1}}}}
k = 0: 完全非弹性碰撞
k = 1: 完全弹性碰撞
作为系统只考虑其中之一，所以并不考虑动能守恒，否则系统就改变了其状态。

## 超弹性碰撞
在超弹性碰撞中内能转换超过最少中一个碰撞物的动能。其动能在此次碰撞后大于其碰撞前的动能。数学表达同总述的非弹性碰撞，为 {\displaystyle U<0}.

## 反应碰撞
反应碰撞来自反应，如化学反应或通过高能粒子在量子物理学中的碰撞产生新的粒子。在此必须注意，碰撞前后不同的粒子提供了能量和动量。在碰撞过程中速度变化的同时也存在粒子质量和数量的变化。
反应碰撞的一种类型如“电负性交换”：一个原子，分子或离子，一个或多个电子交换的原子物理学过程。很可能在此过程中一个电子给其中一个碰撞物带上正电性。如太阳风中的正电子（参见高能离子）通过彗星周围的气层时被捕获并发出x射线。

## 散射
在粒子物理，原子物理或者当一个光子作为碰撞物之一时，碰撞也称为散射，散逸或漫射。当一个粒子在碰撞中向另一个能级跃迁时，也称作非弹性碰撞（非弹性散射）。当多数光子参与一个非弹性散射时会改变其总波长。相关请参阅散射和散射原理

## 参阅
- 彈性碰撞
- 非彈性碰撞
- 撞擊坑
- 動力學
- 撞擊